# 伊号第百六十四潜水艦
| 「伊64」時代（1930.8.30、公試のため呉を出港中） | |
| 艦歴                                            | |
| 計画                                            | 大正12年度艦艇補充計画                                                                                              |
| 起工                                            | 1927年3月28日 |
| 進水                                            | 1929年10月5日 |
| 就役                                            | 1930年8月30日 |
| その後                                          | 1942年5月17日戦没                                                                                                   |
| 除籍                                            | 1942年7月14日 |
| 性能諸元                                        | |
| 排水量                                          | 基準：1,635トン 常備：1,720トン 水中：2,300トン                                                                     |
| 全長                                            | 97.70m |
| 全幅                                            | 7.80m |
| 吃水                                            | 4.83m |
| 機関                                            | ラ式2号ディーゼル2基2軸 水上：6,000馬力 水中：1,800馬力                                                             |
| 速力                                            | 水上：20.0kt 水中：8.5kt                                                                                            |
| 航続距離                                        | 水上：10ktで10,800海里 水中：3ktで60海里                                                                            |
| 燃料                                            | 重油：230t |
| 乗員                                            | 58名 |
| 兵装                                            | 40口径十一年式12cm単装砲1門 留式7.7mm機銃1挺 53cm魚雷発射管 艦首4門、艦尾2門 八九式魚雷14本 Kチューブ（水中聴音機） |
| 備考                                            | 安全潜航深度：60m                                                                                                   |

伊号第百六十四潜水艦（いごうだいひゃくろくじゅうよんせんすいかん）は、日本海軍の潜水艦。伊百六十二型潜水艦（海大IV型）の3番艦。竣工時の艦名は伊号第六十四潜水艦。改名は戦没以後（亡失認定前）であり、伊164としての実際の活動は行っていない。

## 艦歴
- 1927年（昭和2年）3月28日 - 呉海軍工廠で起工。
- 1929年（昭和4年）10月5日 - 進水
- 1930年（昭和5年）8月30日 - 竣工。佐世保鎮守府籍となり第29潜水隊に編入[2][3]。
- 1934年（昭和9年）3月20日 - 予備艦となる[3]。
- 1938年（昭和13年）6月1日 - 艦型名を伊六十一型に改正[4]。
- 1939年（昭和14年）3月1日 - 予備艦となる[3]。
- 1940年（昭和15年）3月20日 - 第29潜水隊（伊61、伊62、伊64）は佐世保で第三予備艦となる[5]。
- 1941年（昭和16年）12月5日 - 第5潜水戦隊第29潜水隊に属し、三亜を出航。マレー作戦に参戦[2]。
  - 12月27日 - カムラン湾に到着[2]。
- 1942年（昭和17年）1月7日 - カムラン湾を出航し、スマトラ南方海面で活動[2]。
  - 1月22日1630 - 北緯01度43分 東経90度13分 / 北緯1.717度 東経90.217度のパダン西方600浬地点付近のインド洋で、ボンベイからスマトラへ航行中の蘭貨物船バン・オーバーストレーター（Van Overstraten、4,482トン）へ魚雷2本を発射するも命中しなかった。そのため、浮上して砲撃。これによりバン・オーバーストレーターは大破し、放棄された。漂流する同船へ3番発射管から魚雷1本を発射し、これを撃沈[6]。
  - 1月28日 - 北緯10度12分 東経80度13分 / 北緯10.200度 東経80.217度のインド洋で、英船アイダー（Idar、391トン）を砲撃により撃破[6]。
  - 1月29日 - 北緯12度55分 東経80度33分 / 北緯12.917度 東経80.550度のマドラス南西15浬地点付近で米客船フローレンス・ルッケンバッハ（Florence Luckenbach、4,988トン）を雷撃により撃沈[6]。
  - 1月30日 - 北緯12度59分 東経81度00分 / 北緯12.983度 東経81.000度のインド東方沖合で印貨物船ジャラタン（Jalatarang、2,498トン）を砲雷撃により撃沈[6]。
  - 1月31日 - 北緯13度00分 東経81度08分 / 北緯13.000度 東経81.133度の地点で、印貨物船ジャラパラカ（Jalapalaka、4,215トン）を砲撃により撃沈[6]。
  - 2月5日 - ペナン着[2]。
  - 3月6日 - ペナンを出航し、インド洋方面で活動[2]。
  - 3月10日 - 第29潜水隊が解隊し、第30潜水隊に編入[2]。
  - 3月13日 - 北緯14度00分 東経81度47分 / 北緯14.000度 東経81.783度のマドラス北東150浬地点付近で、コロンボからカルカッタへ航行中のノルウェー貨物船マベラ（Mabella、1,513トン）を砲雷撃により撃沈[6]。
  - 4月2日 - ペナン出航[2]。
  - 4月12日 - 佐世保入港[2]。
  - 5月16日 - 佐世保出航。ミッドウェー海戦に参加のためクェゼリンに向けて航行[2]。
  - 5月17日 - 九州南方沖（北緯29度25分 東経134度09分 / 北緯29.417度 東経134.150度）で司令塔に日の丸を掲げて浮上航走中、米潜水艦トライトンに発見される。トライトンは日の丸に照準を合わせて魚雷を発射。魚雷の命中を受け、艦体の一部は30メートルも吹き飛んだあと、艦尾から沈没[2]。生存者が周辺に漂流していたが、トライトンは15日に撃沈したトロール船船員を収容していて余裕がなく、救助はしなかった[7]。そのため、艦長の新名嘉雄少佐以下81名全員が戦死した[3]。
  - 5月20日 - 伊号第百六十四潜水艦に改名。
  - 5月25日 - 四国南方で亡失と認定[8]。
  - 7月14日 - 除籍

撃沈総数5隻、撃沈トン数17,696トン。撃破総数1隻、撃破トン数391トン。

## 歴代艦長
※『艦長たちの軍艦史』430頁による。階級は就任時のもの。

### 艤装員長
- 駒沢克己 少佐：1930年3月1日 - 1930年4月10日

### 艦長
- 駒沢克己 少佐：1930年4月10日 - 1932年12月1日
- 藤谷安宅 少佐：1932年12月1日 - 1933年11月15日
- 大竹寿雄 少佐：1933年11月15日 - 1936年2月15日
- （兼）藤井明義 少佐：1936年2月15日 - 1936年3月10日
- 浜野元一 少佐：1936年3月10日[9] - 1936年5月5日[10]
- （兼）藤井明義 少佐：1936年5月5日[10] - 1936年6月30日[11]
- 藤井明義 少佐：1936年6月30日 - 1937年11月15日
- 殿塚謹三 少佐：1937年11月15日 - 1937年12月15日[12]
- 山田隆 少佐：1937年12月15日 - 1939年3月10日
- （兼）花房博志 少佐：1939年3月10日[13] - 1939年3月20日[14]
- 花房博志 少佐：1939年3月20日[14] - 1940年3月20日[15]
- 小川綱嘉 少佐：1940年3月20日[15] - 1940年7月26日[16]
- （兼）河野昌通 少佐：1940年7月26日[16] - 1940年10月30日[17]
- 小川綱嘉 少佐：1940年10月30日[17] -
- 新名嘉雄 少佐：1942年4月1日 - 1942年5月17日戦死